# Olchowo (województwo zachodniopomorskie)
Olchowo (do 1945 niem. Wollchow) – wieś sołecka w Polsce, położona w województwie zachodniopomorskim, w powiecie goleniowskim, w gminie Nowogard.
| SIMC    | Nazwa  | Rodzaj  |
| ------- | ------ | ------- |
| 0780096 | Gardna | kolonia |

W latach 1975–1998 miejscowość położona była w województwie szczecińskim.
Wieś na trasie DK6, nad jez. Kościuszki. Zamieszkana przez kilkaset osób. 
We wsi znajduje się XV-wieczny kościół, przebudowany w XIX w. oraz zabytkowa kamienista droga prowadząca w stronę jeziora. 
W 1945 roku w Olchowie, we własnym majątku ziemskim do niewoli został wzięty gen. Günther von Krappe wraz ze sztabem  przez żołnierzy 10 Pułku Piechoty z 1 Armii Wojska Polskiego. 
Nad jeziorem sezonowo działa niestrzeżona plaża wraz z miejscami do uprawiania sportów. We wsi znajdują się także: sklep wielobranżowy, stacja paliw, komis samochodowy, leśniczówka.